# Affrizierung
Als Affrizierung wird in der Phonetik der Übergang von Verschlusslauten zu Affrikaten bezeichnet. Als Zwischenstufe können stark aspirierte Verschlusslaute angenommen werden.
Ein Beispiel ist der Wandel von germanisch /p/, /t/ und /k/ zu althochdeutsch /pf/ (geschrieben pf oder ph), /ts/ (geschrieben z oder tz) bzw. /kχ/ (geschrieben kch oder ch) durch die zweite Lautverschiebung: 
- germ. *plegan ~ ahd. pflëgan „pflegen“,
- germ. *holta ~ ahd. holz „Holz“,
- germ. *korna ~ altbairisch kchorn „Korn“.[1]

## Quelle
- Hadumod Bußmann (Hrsg.) unter Mitarbeit von Hartmut Lauffer: Lexikon der Sprachwissenschaft. 4., durchgesehene und bibliographisch ergänzte Auflage. Kröner, Stuttgart 2008, ISBN 978-3-520-45204-7, S. 13 (Stichwort Affrizierung).